# Dipartimento di Quitilipi
Quitilipi è un dipartimento argentino, situato nella parte centrale della provincia del Chaco, con capoluogo Quitilipi.

## Geografia fisica
Esso confina con i dipartimenti di Libertador General San Martín, Veinticinco de Mayo, San Lorenzo, Comandante Fernández e Maipú.

## Società

### Evoluzione demografica
Secondo il censimento del 2001, su un territorio di 1.545 km², la popolazione ammontava a 32.083 abitanti, con un aumento demografico del 7,32% rispetto al censimento del 1991.

## Amministrazione
Nel 2001 il dipartimento comprendeva il solo comune (municipio in spagnolo) di Quitilipi.